# Samuel Prescott
Samuel Prescott (* 19. August 1751 in Concord, Massachusetts Bay Colony; † vermutlich 1777) war einer der Patrioten im Amerikanischen Unabhängigkeitskrieg. Er wurde insbesondere bekannt durch seine Rolle beim „Mitternachtsritt“ kurz vor Ausbruch des Krieges, durch den die Einwohner von Concord vor den anrückenden britischen Truppen gewarnt wurden. Prescott war der einzige Reiter, der Concord erreichte.

## Frühes Leben
Samuel Prescott wuchs im kolonialen Concord im heutigen Bundesstaat Massachusetts der Vereinigten Staaten auf, wo auch viele seiner Verwandten lebten. Einer der ältesten Vorfahren des Concord-Zweigs der Prescott-Familie war John Prescott, der von 1604 bis 1681 lebte und die Stadt Lancaster gründete. Mitglieder der Familie Prescott spielten immer wieder wichtige Rollen in der Kolonialgeschichte, unter anderem indem sie in den Kriegen der Kolonien kämpften und das Lösegeld für Mary Rowlandson aushandelten.
Samuel folgte den Spuren seines ältesten Bruders Benjamin (1745–1830) und ging bei seinem Vater Abel Prescott etwa sieben Jahre lang in die Lehre, um den Arztberuf zu erlernen. Aus der Zeit vor der Revolution sind nur wenige Fakten über ihn bekannt. Er eröffnete nach seiner Ausbildung eine eigene Praxis in Concord und begann eine Beziehung mit Lydia Mulliken (1753–1789), einer Tochter eines in Lexington hoch geachteten Uhrmachers, der 1767 gestorben war.
Während der letzten Phase seiner Berufsausbildung oder kurz nachdem er seine Tätigkeit als Mediziner aufgenommen hatte, wurde er zu einem aktiven Mitglied der Patriotenbewegung. Es gibt starke Anzeichen dafür, dass er als Express-Kurier für die Sons of Liberty und die Committees of correspondence tätig war. Ferner war er eine wichtige Verbindung zwischen dem Concord Defense Committee, John Hancock und weiteren Führern der Patrioten.

## DerMitternachtsritt
Am Abend des 18. April 1775 wurden Paul Revere und William Dawes von Joseph Warren ausgesandt, um die Bevölkerung auf dem Land vor den anrückenden britischen Truppen zu warnen. Prescott befand sich zu diesem Zeitpunkt in Lexington, um sich mit seiner Verlobten Lydia Mulliken zu treffen. Er war ebenfalls in der Stadt, um über die Vorbereitungen in Concord zu berichten. Die Stadt versteckte Vorräte und Munition vor den Briten und hatte erfolgreich Kanonen nach Groton verlegt, falls es in britische Hände fallen sollte. Die Briten hingegen waren sehr an den militärischen Vorräten interessiert und hatten gehofft, im Zuge der Suche auch Samuel Adams und John Hancock festnehmen zu können.
Prescott verließ Lexington gegen 1 Uhr morgens am 19. April 1775. Auf seinem Weg zurück nach Concord traf er auf Paul Revere und William Dawes, die Lexington kurz vor ihm verlassen hatten und sich ebenfalls auf dem Weg nach Concord befanden, um vor den sich bereits im Anmarsch befindlichen Rotröcken zu warnen. Bei Hartwell's Tavern an der Stadtgrenze zu Lincoln wurde ihnen der Weg von vier britischen Reitern abgeschnitten, die als Teil eines größeren, am Vorabend abgesandten Erkundungstrupps unterwegs waren. Revere wurde gefangen genommen, während Prescott und Dawes durch eine gewagte Flucht entkommen konnten.
Sie wurden getrennt und ritten daher zunächst beide in Richtung Concord. Als Dawes jedoch die Glocke des Rathauses hörte, wusste er, dass Prescott es bereits zur Stadt geschafft hatte und setzte daraufhin seinen Spezialauftrag fort, der den einzigen Grund darstellte, weshalb er Revere nach Concord hatte begleiten sollen. Prescott ritt unterdessen weiter nach Acton, während sein Bruder Abel Prescott, Jr. in Richtung Süden ritt, um Sudbury und Framingham zu warnen. Auch andere Städte schickten Reiter, läuteten Glocken oder feuerten Kanonen ab, um benachbarte Städte zu warnen.
Aufgrund dieses als „Mitternachtsritt“ in die Geschichte eingegangenen Engagements von Revere, Dawes, Prescott und vieler anderer Reiter waren in der ganzen Kolonie die Minutemen und Milizen in Bereitschaft. Viele davon marschierten nach Concord, um die britische Armee dort anzugreifen. Die Kämpfe dort wurden als Gefechte von Lexington und Concord bekannt, an denen auch Samuel Prescott beteiligt war. Er war für etwa zwei Wochen in Lexington als freiwilliger Chirurg tätig, ab dort verliert sich jedoch seine Spur.

## Spätes Leben
Es gibt Hinweise darauf, dass Prescott als Chirurg in der Kontinentalarmee diente. Ebenso ist überliefert, dass er sich der Mannschaft eines Kaperschiffes anschloss, und dass er in Halifax, Nova Scotia im Gefängnis saß, wo er möglicherweise zwischen dem 23. November 1776 und dem 26. Dezember 1777 starb. Weitere Indizien deuten darauf hin, dass Prescott während der Invasionsversuche gegen Kanada im medizinischen Dienst des Fort Ticonderoga bis etwa zu dem Zeitpunkt arbeitete, als die Angriffe von Benedict Arnold gegen Guy Carleton auf dem Lake Champlain fehlschlugen.

## Erbe
Der Ritt von Prescott wird an jedem Patriots’ Day in der Stadt Acton symbolisch erneut durchgeführt. Die Nachstellung des Ritts beginnt im östlichen Teil der Stadt, führt durch das Stadtzentrum und endet an der Liberty Tree Farm, wo einst das Haus eines Minutemen namens Simon Hunt stand. Die dabei zurückgelegte Distanz beträgt ca. 5 mi (8 km). Auch die Ritte von Dawes und Revere werden an diesem Tag nachgestellt.